# شوشنگار
شوشنگار (به صربی: Šušnjar) یک منطقهٔ مسکونی در صربستان است که در لازارواتس واقع شده‌است. شوشنگار ۲٫۹۶ کیلومتر مربع مساحت و ۴۳۹ نفر جمعیت دارد و ۱۸۲ متر بالاتر از سطح دریا واقع شده‌است.